# Alexis López Tapia
Alexis López Tapia (Santiago, 7 de septiembre de 1968) es un entomólogo, presentador y político chileno. Fue uno de los principales líderes del movimiento neonazi chileno durante el decenio de los 2000 y, según el investigador Julio Cortés Morales, desde el estallido social de 2019 se ha erigido como "uno de los ideólogos más respetados de la nueva derecha «posfascista»".
Dirigió y presentó las series de Bío-Bío Chile TV y CNN Chile Rutas de Nuestra Geografía Sagrada y Energía Alterna, pero es conocido en Chile por lo que la prensa denominó «Congreso Nazi» en 1997 y por su cercanía a los grupos skinhead neonazis, También aparece en las imágenes de encuentros nazis recolectadas en el libro de periodismo investigativo Diario de un skin (2003), escrito por el español Antonio Salas. Durante esta etapa lideró el grupúsculo neonazi Patria Nueva Sociedad.
Adquirió notoriedad internacional al popularizar el término «revolución molecular disipada», utilizado en referencia a las protestas en Chile de 2019 y luego por el ex-Presidente de Colombia Álvaro Uribe para referirse a las protestas de 2021 en dicho país.

## Biografía
Su padre, Osvaldo López Garrido, era miembro del Partido Nacional Socialista Obrero de Chile de Franz Pfeiffer Richter durante los años 1960, y también es maestro mueblista de origen español (vasco). Su madre también es de antepasados españoles (San Andrés de la Barca, Barcelona), siendo ella enfermera y modista. Durante su juventud estuvo interesado en la literatura nacional socialista. A los 7 años leyó, por primera vez, el libro Mein Kampf de Adolf Hitler, y posteriormente a los 8 años se leyó El capital de Karl Marx.
En 1984 se uniría a la Secretaría Nacional de la Juventud, siendo en 1986 ascendido a líder de la sección en Lo Prado. Ese mismo año en julio recibe la condecoración "Héroes de la Concepción" dado por el entonces dictador, Augusto Pinochet por su labor entre 1985-1986 al liderar el proyecto "Cóndor Verde" en la cual se plantaron 2000 árboles en la entrada del Aeropuerto de Pudahuel. En agosto de 1987 es designado como miembro del Consejo de Desarrollo Comunal de Lo Prado; dicho consejo tenía la facultad de diseñar la nómina de posibles alcaldes ante la inexistencia de elecciones en la dictadura de Pinochet.

En 1987 asistió a la conmemoración anual de la Matanza del Seguro Obrero, en donde realizó un juramento al nacionalsocialismo. En dicho evento, fue filmado con un brazal rojo con una esvástica y haciendo el saludo fascista. Aprovechó la ocasión para rendir homenaje a Rudolf Hess —quien había muerto hace poco tiempo— y jurar lealtad ideológica frente a Miguel Serrano junto con la presencia de Erwin Robertson y Jorge Vargas, evento que solamente fue registrado por el diario La Época:
Juan Diego Dávila Basterrica: ¿Cuál es tu nombre?
Alexis López Tapia: Alexis López.
Juan Diego Dávila Basterrica: ¿De donde vienes?
Alexis López Tapia: Movimiento Ecológico Vanguardia Verde.
Juan Diego Dávila Basterrica: ¿A que has venido?

Alexis López Tapia: A rendir homenaje a nuestro héroe, Rudolf Hess.
En 1993 empezó a editar la revista Pendragón, la cual es usada para difundir material neonazi, que posteriormente usó para difundir el "Congreso Nazi". La revista fue lanzada en el 20 de abril en una cena de conmemoración del 106 del nacimiento de Adolf Hitler, en la cual estuvo presente doctor Hugo Lara excolaborador de Pfeiffer. Ese mismo año se une al comando de la campaña electoral del candidato Manfred Max-Neef, para las elecciones de ese año. En 1996 se ocupó de las campañas para concejales de María Olivia Gazmuri (exmiembro de Patria y Libertad) y Dante Pesce por Renovación Nacional, y al año siguiente intentaría colaborar sin existo con la campaña de Ángel Fantuzzi para el Senado.

### «Congreso Nazi»
El 28 de diciembre de 1997 empezó a organizar luego de una discusión en un café del centro de Santiago con unos amigos acerca del devenir del nacionalsocialismo, un "Congreso Nazi" oficialmente llamado "Primer Encuentro Ideológico Internacional del Nacional Socialismo" en el país para realizar un conmemoración del natalicio de Hitler, este estaba siendo organizado por el Movimiento Ecológico Nueva Era, y el Centro de Estudios Culturales "Arcania" cuya publicación era la Revista Pendragón, que era editada por Editorial Excalibur y entre sus organizadores estaban Ignacio Arce, José Olivares, Felipe Moraga, Catherina Pinoleo y Jorge García. Este sería revelado en el 2 de febrero de 1998 por el diario La Segunda por la molestia del Centro Simon Wiesenthal por un reportaje que el mismo diario escribiría el 15 de enero del mismo año, generando revuelo en 1999 y provocando múltiples reacciones a nivel nacional, que resultó, finalmente, en su expulsión de Renovación Nacional.
Las asociaciones que querían participar tenían que pagar 100 dólares para realizar el traslado y el alojamiento de los participantes. Para finales de 1998, se confirmó la participación de grupos y personalidades españolas, peruanas, brasileñas, ecuatorianas, colombianas, mexicanas, venezolanas y bolivianas, siendo la más importante la presencia del Partido Nuevo Triunfo de Argentina, pero también estaba la presencia de otros grupos como:
- 14 Words Press, representados por Katja Lane (esposa de David Lane).[46]
- Acción Integralista (Brasil)
- Avanguardia Nazionale (Italia)
- Frente Nacional Revolucionario de Uruguay.[39]
- Frente Nacional Socialista (Perú).
- Frente Nacionalsocialista de Ecuador, dirigido por Luis y César Alarcón Costa .
- Frontera Nacional Socialista (Argentina)
- Juventud Nacionalista y Socialista (Argentina), dirigido por Alejandro Franze.
- Movimiento Zapatista Chiapaneco.
- Movimiento Integralista Brasileño, dirigido por Sergio Castán.
- Movimiento Nacional Socialista (Bolivia).
- Movimiento Socialista Nacional (Paraguay).
- Nueva Guardia Española
- Partido Nueva Sociedad Venezolana, dirigido por Leroy Luzardo.
- Proyecto Colombia 88.

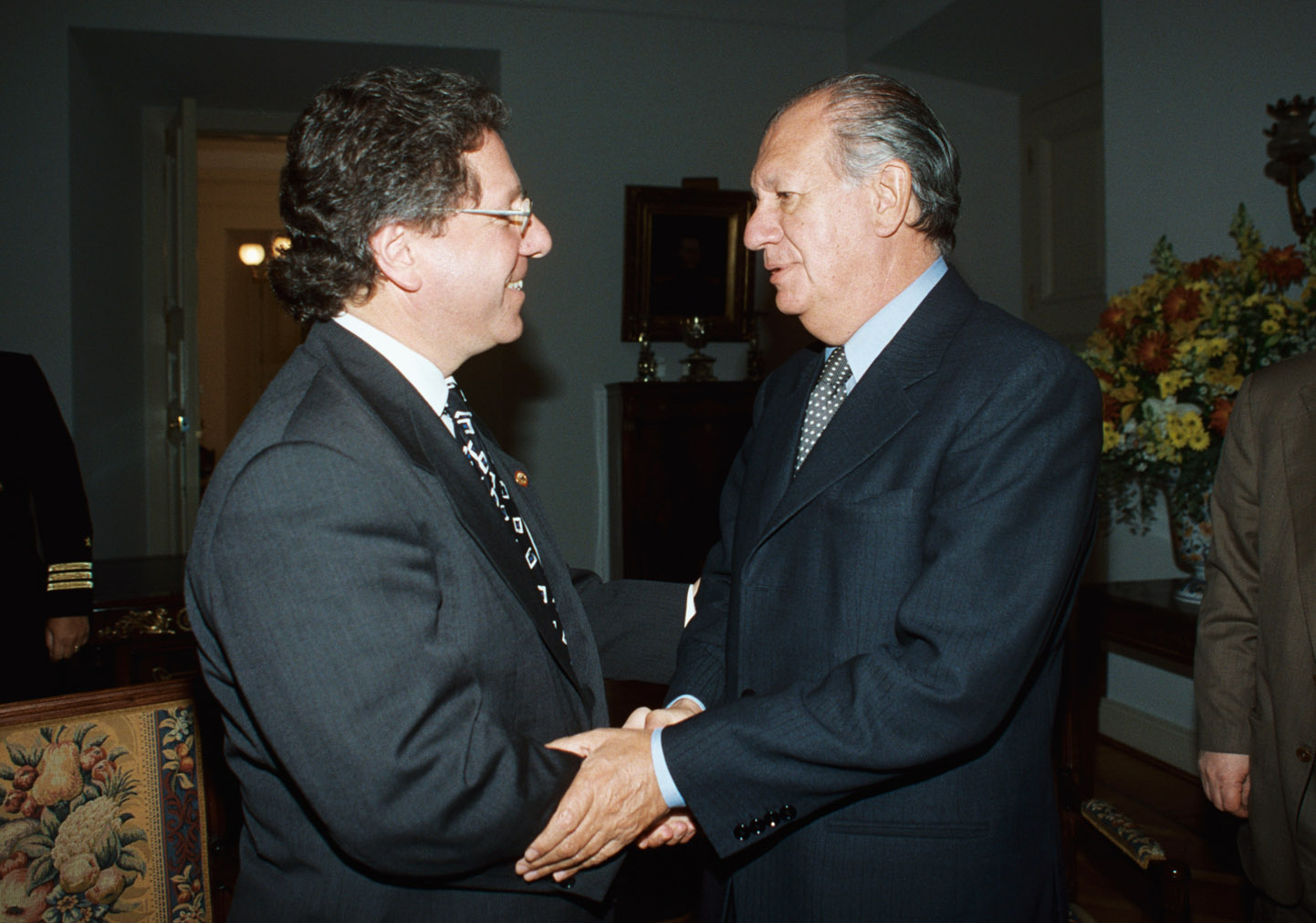
Ricardo Lagos junto con Richard Heideman, quien se reunió con el presidente para pedirle que se impidiera el "Congreso Nazi" en Chile.

El Senado de Chile el 13 de julio de 1999, un grupo de senadores hizo una condena y llamo a intentar prohibir su realización por los senadores Mario Acuña Cisternas, Víctor Pérez Varela, Eugenio Tuma, Laura Soto, Isabel Allende Bussi, Lily Pérez, Jaime Mulet, Felipe Valenzuela Herrera, Carlos Montes Cisternas y Iván Mesías, con el presidente Ricardo Lagos, el que llamó al Ministerio Público a prohibirlo. El ministro del Interior Raúl Troncoso en noviembre de 1999 durante una rueda de prensa en Uruguay dijo que el congreso se prohibió la realización de este, y que si se realizaba iba a ser de manera clandestina, algo que esperaba que no sucediera. En el mismo mes el líder del Congreso Judío Latinoamericano Manuel Tenenbaum condenaria la realización del grupo. La comunidad judía en Chile y en el extranjero también protestaron por la realización de este, pero principalmente el presidente de la organización B'Nai B'Rith Richard Heideman se reunió con el presidente Lagos el 21 de marzo de 2000 para solicitarle que no se realice el congreso y se tomen medidas legales contra los responsables. Con la prohibición de la realización de este congreso el gobierno aumentó el control fronterizo para evitar que entren nazis al país.
Miguel Serrano, líder nazi esoterista chileno, se mofó y lo acusó de montaje, de que el congreso era una farsa creada por los medios y usada por Alexis para llamar la atención. También la reunión fue criticada por los políticos de origen judíos  como Jorge Schaulsohn, Lily Pérez, Marcos Zylberberg, Hernán Guiloff y Santiago Benadava. Aunque tuvo el apoyo del negacionista del holocausto David Irving, de la senadora australiana Pauline Hansen y de los neonazis Pedro Varela, Alejandro Biondini y Leroy Luzardo.
Alexis fue detenido el 15 de abril acusaciones de que realizó cheques sin fondos por más de 10 000 dólares a un total de 69 personas, cargos que mantendría desde junio del año pasado.  Por eso cargos también sería puesto en prisión preventiva por los cargos de estafa y morosidad. Finalmente, el congreso se realizó de manera clandestina el 18 de abril con la presencia de 6 asistentes (incluyendo 2 extranjeros de origen peruano y boliviano; Rafael Chaparro y Jaime Portugal.) y la periodista Patricia Torres que se reunieron en una casa de veraneo en Concón según La Tercera, aunque López afirmó que habían tenido más de 70 participantes. La actividad sería interrumpida en la noche por parte de un grupo de Policías de Investigaciones que estaban en la zona, a lo que el vocero del congreso Arnel Epulef diría que fue un acto más de censura como los que la dictadura militar en Chile realizaba.
La jornada estuvo marcada por movilizaciones en rechazo a esta actividad en diferentes localidades del país, especialmente por grupos de jóvenes, que eran en su mayoría de origen judíos, llegando a reunir veinte mil firmas de repudio al evento por parte de la FEUC según su presidente, y también quince mil firmas para la promulgación de una ley en contra de la discriminación.

### Patria Nueva Sociedad (1999-2010)

Bandera del Patria Nueva Sociedad

Luego del polémico encuentro neonazi, López intentó formar un partido político cuya ideología denominó "socialismo-nacional", y considerada cercana a la nueva derecha francesa. Durante esta época, López asistió a un evento del Partido Nuevo Triunfo, en el que dio su respaldo al candidato neonazi Alejandro Biondini. En sus palabras, este acontecimiento sirvió para "afianzar la Red Nacional Continental". Estos dos movimientos políticos mantendrían fuertes lazos de amistad hasta la disolución del partido argentino.
El movimiento fue denunciado por el diputado Antonio Leal Labrín por tener vínculos con organización neonazis promotoras del racismo y la xenofobia. Junto con eso el Movilh realizó una denuncia pública por comentarios de índole antisemita y por conexiones con grupos neonazis de Latinoamérica. Esto, ya que, los comentarios fueron dados en los sitios webs de "libreopinion.com" operadas por el neonazi Alejandro Biondini. A consecuencia de estas denuncias el Movilh que el grupo aumentó sus actividades en contra de la homosexualidad, realizado distintas actividades en contra de este colectivo en calles de Santiago, siendo esto repudiado por los transeúntes de la ciudad.
Se intentó ilegalizar el movimiento en 2006 cuando un grupo de parlamentarios y por organización como Movilh y Juventud Judía enviaron un requerimiento al Tribunal Constitucional en el que los denunciaban como un grupo de odio y de ideología nacional socialista. Patria Nueva Sociedad apeló a que los textos de carácter antisemita sobre el Plan Andinia se escribió con carácter de ser textos de ficción y de ser un movimiento socialista nacional. Esta última afirmación fue confirmada por la ANI, lo que fue vital para que fuera declarado como constitucional. Se volvió a intentar prohibirlos de nuevo en 2009, luego de que Radio Bío Bío informara de una investigación del Ministerio Público, en la que se habría detectado un plan para atentar contra la comunidad judía, y este habría sido desbaratado.
En julio de 2006 Alexis López fue invitado por el presidente de la Comisión de Derechos Humanos, Nacionalidad y Ciudadanía del Congreso, Jaime Naranjo, para la discusión sobre la Ley sobre discriminación para tener una visión amplia del tema, esta posteriormente sería conocida como Ley Zamudio.
El grupúsculo profesó el nacionalismo chileno, el ecologismo, el anti-neoliberalismo y una "versión propia" del racismo que no busca determinar "razas superiores" sino preservar las diferencias entre estas:

Si usted quiere ser libre y quiere ser verdaderamente humano, entonces debe luchar por preservar la diferencia y la riqueza cultural, económica, política y social de las diversas razas del planeta, incluida la suya propia. Por eso, ser "antirracista" (es decir, racista en su mal sentido) es condenar a la humanidad -no tan solo al control de unos (y siempre los mismos), sino además, a la extinción de todos nosotros, y -de paso- de toda la vida en el planeta.
Alexis López Tapia, Raza, Racismo, antirracismo y evolución, 1998, citado enCaro, 2007, p. 177

Este intento convertirse en un partido a partir de 2000, algo que intentaron realizar de nuevo en 2010 pero se vio imposibilitado por baja cantidad de miembros que no superaban las 7 personas, pero aseguraban tener 7000 simpatizantes. Finalmente el intento fracaso al no conseguir el número de firmas necesarias. También intento ser candidato a concejal por la comuna de Santiago para las elecciones municipales del año 2004, en las que finalmente no pudo participar por deudas que tenía con la Universidad Las Condes, pero si lo pudieron realizar los 16 otros candidatos independientes del movimiento, que 4 de ellos esperaban ganar pero no lo lograron.
Fue el grupo neonazi más organizado e importante en Chile hasta su disolución definitiva el 28 de diciembre de 2010.
Cuando se le preguntó al filósofo nazi Miguel Serrano por el grupo Patria Nueva Sociedad este respondió:

En cuanto a Álex López, debo decir que es un agente provocador, que está haciendo todo lo posible porque en Chile también se pase una ley como en España y el resto de Europa y Sudamérica, prohibiendo toda expresión nacionalsocialista de verdad. Hasta ahora Chile es el único país del mundo donde se puede salir a la calle con una esvástica sin que nada suceda. Se debe tener mucho cuidado con este personaje y otros parecidos, completamente descentrados y que se valen de los medios publicitarios del presente (Internet, etc.) para realizar sus dañinas acciones a nuestra causa.
Miguel Serrano Fernández

### Rutas de Nuestra Geografía Sagrada y Energía Alterna (2011-2016)

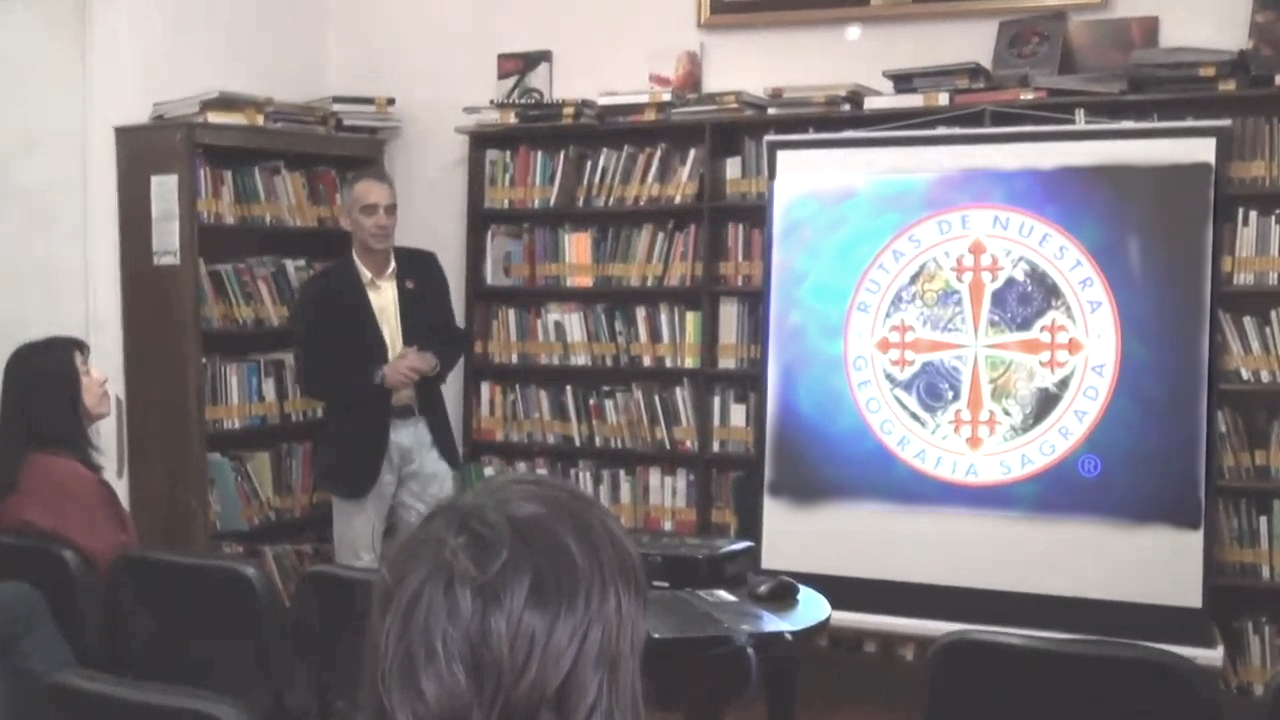
Alexis López Tapia en el Seminario sobre Geografía Sagrada en Museo de Quillota en 2016.

.En 2010 deja la política para dedicarse a hacer programas en CNN Chile y Radio Biobío, entre otras actividades culturales y algunas enfocadas en las energías renovables. Desde el año 2015 se desempeñó como director del programa de Bío-Bío TV "Rutas de Nuestra Geografía Sagrada" y "Energía Alterna” de Publimetro TV.  Por estos programas fue fue galardonado por el Proyecto Asociativo Regional Sur Poniente de Conicyt, realizado por la sede Melipilla de la Universidad del Pacífico en el año 2016.
Recién en 2019 dada la situación del país vuelve a participar en política publicando trabajos que venía desarrollando de hace 20 años antes.

### Movimiento Resistencia Patriota y "revolución molecular disipada" (2019-presente)

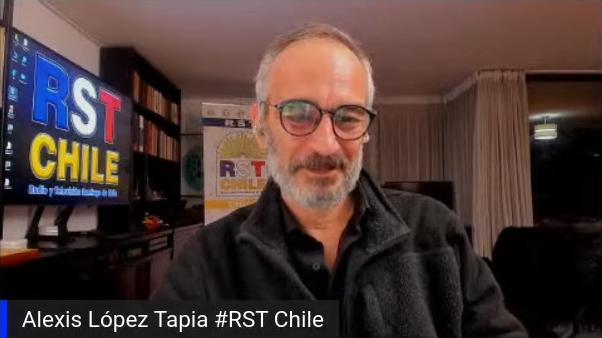
Alexis López en el estudio de RST Chile.

Luego del estallido social en 2019 López comenzó a tener presencia en la derecha a través de los videos publicados en su canal de YouTube "RST Chile", en donde presentó su proyecto político Movimiento Resistencia Patriota (MRP) y propagó sus teoría de la "revolución molecular disipada", basada en su interpretación de la obra de Gilles Deleuze y Félix Guattari.
La revolución molecular disipada es una teoría de conspiración o pseudoteoría de extrema derecha difundida por López en su canal de YouTube que trata de explicar el rol político de la manifestaciones que ocurrieron en Latinoamérica entre los año 2019-2021. Esta obtuvo una gran atención luego de haber sido utilizado por el ex-Presidente de Colombia Álvaro Uribe para referirse a las protestas de 2021 en dicho país.

El concepto en palabras de López Tapia en un conversatorio en la Universidad Militar Nueva Granada es:
“llevar a cabo un nuevo modelo de acción revolucionaria horizontal, que normaliza de manera gradual y cotidiana disposiciones y conductas en orden de alterar el estado de normalidad social del sistema dominante, con el objetivo de ser derogado y sustituido”.
Esto se refiere a que existen grupos violentos en la sociedad que quieren "organizar una revolución para deconstruir el orden vigente, pero sin la estructura de un partido, sino usando la figura de un ideario." De esta manera se compararían las protestas como una guerra civil, las figuras de los manifestantes a las de soldados y a los periodista como una quinta columna.
Apoyó la opción "Rechazo" en los plebiscitos constitucionales de 2020 y 2022 y la opción "En contra" en el de 2023.[cita requerida] Después del triunfo del "Rechazo" en 2022, Alexis comenzó a armar el Partido Vanguardia Patriota, el cual está en trámite en el SERVEL.

#### Críticas

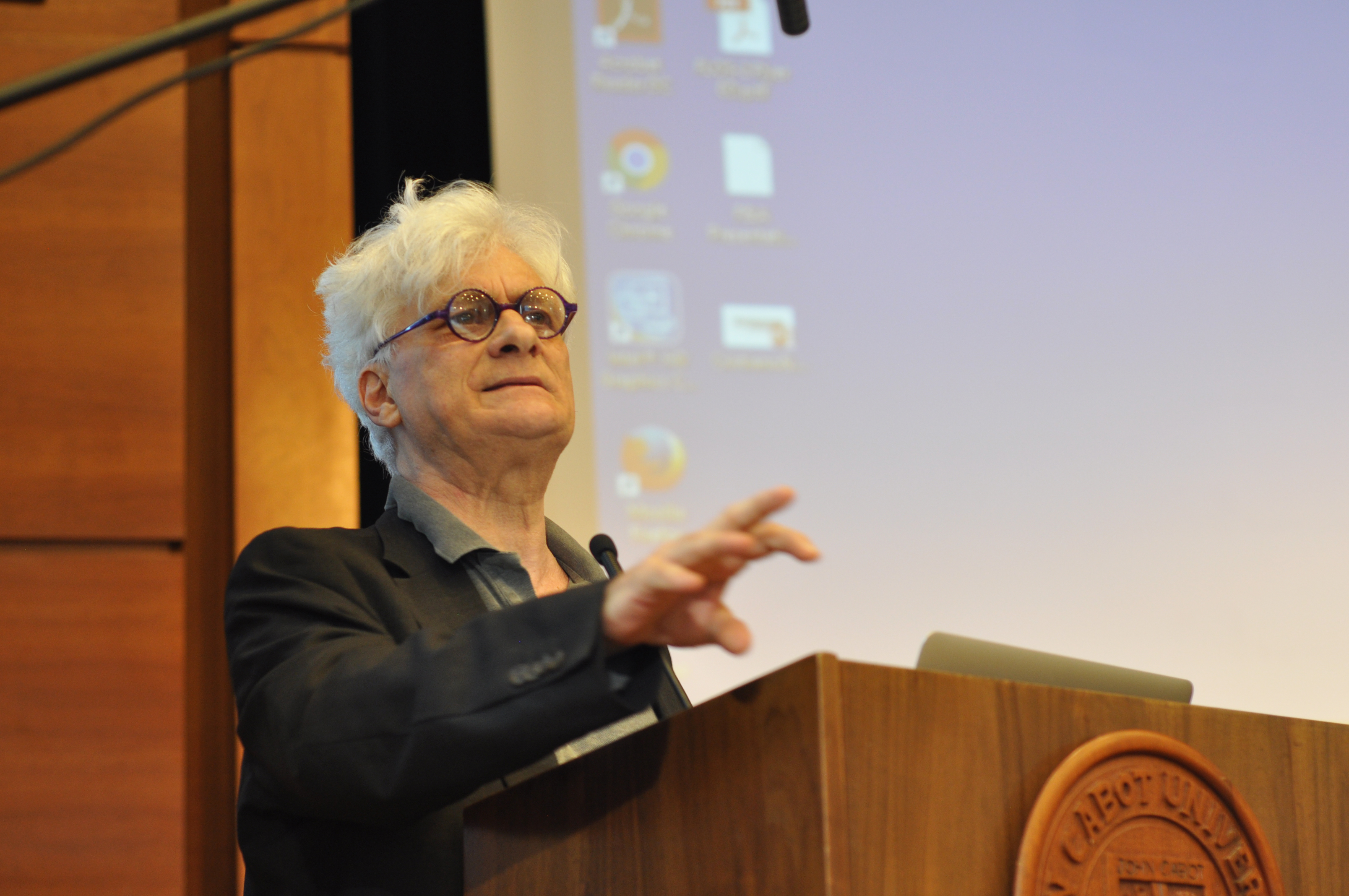
Franco Berardi ha tildado a López de "pobre diablo" a quien habría que "explicar un poco de filosofía guattariana".

El filósofo izquierdista italiano Franco «Bifo» Berardi ha criticado duramente la interpretación que López hace de los textos de Guattari. Acusa a Alexis López de ser un "nazi declarado" que "ha suministrado una justificación supuestamente filosófica a la represión brutal de las manifestaciones populares". Escribe además que lo que denota "revolución molecular" en la obra de Félix Guattari no es una táctica de combate, sino "justamente a lo contrario de la táctica". Agrega que "cuando se habla de revolución molecular, se habla, de hecho, de un proceso que no puede estar dirigido ni programado, ya que no es un efecto de la voluntad racional, sino justamente una expresión del Inconsciente, del deseo que no tiene nada que ver con las formas políticas establecidas ni con la astucia de algún marxista oculto en algún sitio en el bosque."
Julio Cortés Morales, profesor universitario de criminología y escritor anarquista, describió la teoría de López como una "grotesca incomprensión de las teorías de Guattari".
Según el doctor en derecho y profesor de filosofía en la Pontificia Universidad Javeriana, Richard Tamayo Nieto esta doctrina no tiene ningún sustento académico, ni filosófico, siendo esta una teoría de la conspiración para tratar de explicar las diferentes protestas en el continente. Otros analistas apuntan a que esta teoría apunta a justificar la represión y criminalización de los manifestantes durante las protestas. También el término ha sido criticado por el origen del promotor del concepto, al ser López líder del disuelto movimiento Patria Nueva Sociedad y su Congreso Nazi de 1999.

## Obras
- López Tapia, Alexis (31 de diciembre de 1998). Raza, racismo, antirracismo y evolución. La ética, tradición y humanidad de la diferencia. Chile: Editorial Excálibur. ISBN 978-956-288-105-0.